# Jack Christiansen
Jack Leroy Christiansen (Sublette, 20 dicembre 1928 – Stanford, 29 giugno 1986) è stato un giocatore di football americano e allenatore di football americano statunitense, indotto nella Pro Football Hall of Fame nel 1970.

## Carriera
Cresciuto in un orfanotrofio, Jack Christiansen poté comunque frequentare un regolare corso di studi, fino ad entrare, grazie anche alle sue doti di atleta, alla Colorado State University; con la squadra di football giocò a partire dal secondo anno universitario.
Christiansen venne scelto al sesto giro del Draft NFL 1951 dai Detroit Lions, squadra con la quale giocò tutte le 8 stagioni della sua carriera. Sia nel 1952 che nel 1953, Christiansen contribuì a portare i Lions al titolo NFL, guidando la lega con 12 intercetti nell'ultima stagione. Nel 1957 tornò a guidare la NFL con 10 intercetti e Detroit vinse il terzo campionato nell'arco di sei anni.
Ritiratosi dall'attività agonistica nel 1958, Christiansen iniziò una carriera da allenatore, durante la quale ricoprì molti ruoli diversi in numerose squadre: il vertice della sua carriera da coach furono le 5 stagioni da allenatore capo nei San Francisco 49ers e le 5 da allenatore capo alla Stanford University. Tra il 1978 e il 1982 fu inoltre allenatore dei defensive back ai Seattle Seahawks.
Muore nel 1986 allo Stanford University Medical Center di Stanford a seguito di un intervento chirurgico.

## Palmarès

### Franchigia
- Campionati NFL : 3

Detroit Lions: 1952, 1953, 1957

### Individuale
- Convocazioni al Pro Bowl: 5

1953, 1954, 1955, 1956, 1957
- First-team All-Pro: 6

1952, 1953, 1954, 1955, 1956, 1957
- Leader della NFL in intercetti: 2

1953, 1957
- Formazione ideale della NFL degli anni 1950
- Formazione ideale del 100º anniversario della National Football League
- Pro Football Hall of Fame (classe del 1970)